# Taya Kyle
Taya Renae Kyle, nata Taya Renae Studebaker (Portland, 4 settembre 1974), è una scrittrice e attivista statunitense.
Conosciuta come la vedova dell'ex-Navy SEAL Chris Kyle, è stata interpretata da Sienna Miller nel film americano del 2014 American Sniper sulla vita del marito. Kyle è la co-autrice di American Wife: A Memoir of Love, Service, Faith, and Renewal, un libro sulla vita dei due coniugi.

## Biografia
Taya è nata il 4 settembre 1974 a Portland, Oregon È la figlia di Kim e Kent Studebaker. Il padre è attualmente il sindaco di Lake Oswego, Oregon. Ha una sorella di nome Ashley (Studebaker) Brittell.

### Vita con Chris Kyle
Studebaker (il cognome di Taya prima del suo matrimonio) incontrò Chris Kyle nell'aprile 2001 in un bar di San Diego chiamato "Maloney's" e si sposarono il 16 marzo 2002, dopodiché diedero vita a due figli, Colton (nato il 3 settembre 2004) e McKenna (nata il 13 aprile 2006). Come  Navy SEAL, suo marito è conosciuto come il cecchino più letale nella storia militare degli Stati Uniti.
Nel 2012, è stata pubblicata l'autobiografia del marito, American Sniper. Quando è stato ucciso in un poligono di tiro in Texas nel febbraio 2013, Taya è rimasta vedova a soli 38 anni.

### Vita dopo la morte di Chris Kyle
Dopo la morte del marito, Taya ha fatto dei discorsi e colloqui sul suo servizio e su quello che riguarda le questioni dei veterani in numerose sedi,  ad esempio in network di notizie come la CNN. Taya è un avvocato per le donne e le famiglie che hanno perso i familiari durante il servizio in guerra. Nel mese di agosto 2013 nello stato del Texas ha promulgato la legge Kyle Chris (SB 162), che è stata creata per "ampliare lo sforzo per aiutare le sfide che ogni giorno devono affrontare i veterani di guerra e le loro famiglie". Alla cerimonia, Taya ha dichiarato: "Spero che, integrando questi cambiamenti nella legislazione corrente del Texas, possiamo onorare l'eredità di Chris Kyle e molti altri come lui."
Nel 2014, Taya ha fondato la Chris Kyle Frog Foundation come punto di riferimento per i veterani e le loro famiglie. La missione della fondazione è quella di "servire coloro che ci servono, fornendo esperienze significative interattive che arricchiscono le relazioni familiari".

### Controversie
Nel mese di luglio 2014, il capitolo dell'autobiografia di Chris, Punching Out Scruff Face è stato rimosso dalle successive edizioni del libro, dopo un processo di tre settimane nella U.S. Federal Court dove la giuria ritenne che l'autore, Chris Kyle, aveva diffamato l'attore Jesse Ventura. La giuria ordinò $ 500.000 per diffamazione e altri $ 1,345,477.25. Nel mese di dicembre 2014, degli avvocati di Ventura tentarono una causa separata contro HarperCollins, la società madre della casa editrice, per non aver controllato l'esattezza della storia.
Fonti secondarie affermarono che la famiglia di Kyle sostenne di aver donato tutto il denaro derivato dal libro al Veterans' Charity, ma in realtà la famiglia tenne per sé la maggior parte dei profitti. La National Review affermò invece che tutti i proventi del suo libro andarono al Veterans' Charity. Secondo i rapporti, circa il 2 per cento (52.000 $) andarono alle associazioni di beneficenza, mentre la famiglia di Kyle prese 3 milioni di dollari.

### Adattamento in American Sniper
Clint Eastwood ha diretto il lungometraggio americano American Sniper nel 2014, basato sulla vita di Taya e di suo marito. Taya è stata coinvolta nella realizzazione del film, lavorando con lo sceneggiatore del film Jason Hall ed è stata interpretata da Sienna Miller. Il film è uscito a livello nazionale nel gennaio 2015 dalla Warner Bros. ed è stato candidato a sei premi Oscar nell'edizione del 2015, tra cui miglior film e migliore sceneggiatura non originale, vincendolo per il miglior montaggio sonoro.

### Pubblicazione dell'autobiografia di Taya
Il 5 maggio 2015, fu pubblicata l'autobiografia American Wife: A Memoir of Love, Service, Faith, and Renewal da HarperCollins. 

### Altre attività
Nel settembre 2015 è stata una giudice al concorso di Miss America 2015.
Nel gennaio 2016, ha suggerito al Presidente Obama ad un evento CNN Town Hall che l'opposizione alla NRA, e l'aggiunta di più leggi che limitano il possesso di armi, non è una soluzione alla violenza delle armi negli Stati Uniti.
Nel 2016, Kyle è apparsa nell'episodio 5 della prima stagione di American Elements su CarbonTV.